# Helina latipennis
Helina latipennis este o specie de muște din genul Helina, familia Muscidae. A fost descrisă pentru prima dată de Stein în anul 1904. Conform Catalogue of Life specia Helina latipennis nu are subspecii cunoscute.